# Blue & Lonesome
Blue & Lonesome – dwudziesty trzeci album studyjny grupy The Rolling Stones. Zawiera covery utworów bluesowych.
Album w Polsce uzyskał certyfikat platynowej płyty.

## Lista utworów
1. „Just Your Fool” – 2:16
2. „Commit a Crime” – 3:38
3. „Blue and Lonesome” – 3:07
4. „All of Your Love” – 4:46
5. „I Gotta Go” – 3:26
6. „Everybody Knows About My Good Thing” – 4:30
7. „Ride 'Em on Down” – 2:48
8. „Hate to See You Go” – 3:20
9. „Hoo Doo Blues” – 2:36
10. „Little Rain” – 3:32
11. „Just Like I Treat You” – 3:24
12. „I Can't Quit You Baby” – 5:13